# Tage Broms

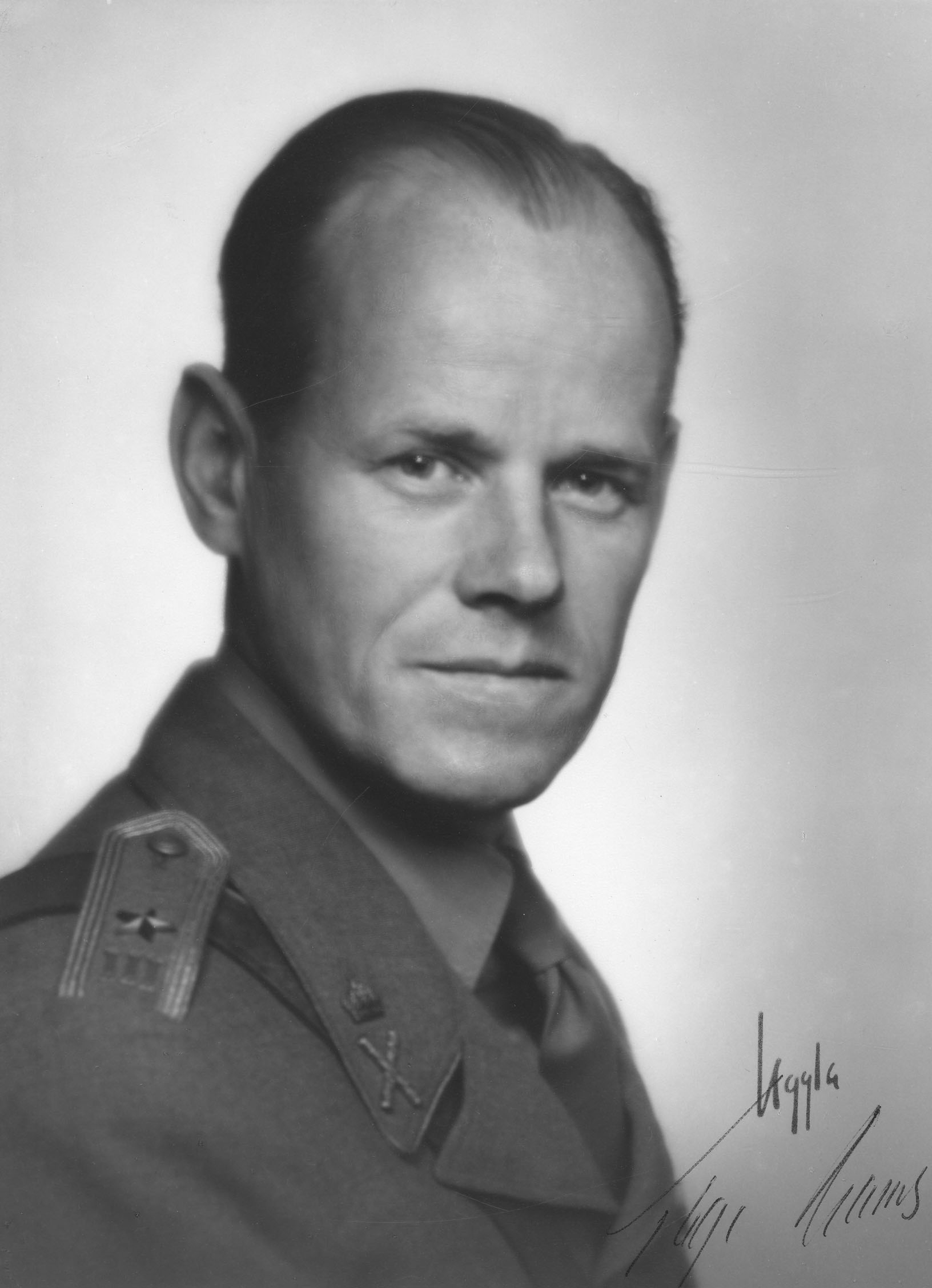
Tage Broms.

Liss Johan Tage Broms, född den 25 mars 1916 i Örebro, död den 14 februari 1988 i Paris, var en svensk militär.
Broms var son till direktör Johan Broms och småskolläraren Lizzie von Malmborg. Han blev fänrik vid Livregementets grenadjärer 1937 och löjtnant där 1939. Efter att ha genomgått Krigshögskolan 1943–1945 blev han kapten vid regementet sistnämnda år och vid generalstabskåren 1948. Broms tjänstgjorde vid VI. militärbefälsstaben och som stabschef vid kommendantstaben i Boden 1948–1952 samt vid Bohusläns regemente 1952–1955. Han genomgick Försvarshögskolan 1956. Broms befordrades till major 1955, till överstelöjtnant 1959 och till överste 1965. Han var stabschef i III. militärbefälsstaben 1955–1961, tjänstgjorde vid Dalregementet 1961–1965, var chef för svenska FN-bataljonen i Gazaremsan 1962–1963, befälhavare i Kalix försvarsområde 1965–1971 samt försvarsattaché i Paris och Bryssel 1971–1976. Broms var affärskonsult i Paris från 1976. Han blev riddare av Svärdsorden 1956, kommendör av samma orden 1969 och kommendör av första klassen 1973.